# Triphenylchloroethylene
Triphenylchloroethylene (tên thương hiệu Gynosone, Oestrogyl), hoặc triphenylchlorethylene, còn được gọi là chlorotriphenylethylene hoặc như phenylstilbene chloride, là một estrogen không steroid tổng hợp của triphenylethylene nhóm đã được đưa ra thị trường trong năm 1940 để điều trị mãn kinh triệu chứng, teo âm đạo, ức chế cho con bú, và tất cả các điều kiện estrogen khác.
Tác dụng estrogen của triphenylethylene, hợp chất mẹ của triphenylchloroetylen, được phát hiện vào năm 1937. Triphenylchloroetylen được báo cáo lần đầu tiên vào năm 1938 và được phát hiện có hoạt động estrogen gấp 20 đến 100 lần so với triphenylethylene tương đối yếu, một hiệu ứng có thể được sử dụng bởi nhóm thế halogen. Thuốc có thời gian tác dụng tương đối dài khi tiêm qua đường tiêm dưới da nhưng thời gian tương tự như diethylstilbestrol hoặc estradiol benzoate khi dùng đường uống. Cùng với diethylstilbestrol và triphenylmethylethylene, triphenylchloroetylen đã được nghiên cứu vào năm 1944 bởi Sir Alexander Haddow để điều trị ung thư vú và được phát hiện là có hiệu quả đáng kể trong lịch sử. hiệu quả trong điều trị ung thư vú.
Clorotrianisene, hoặc tri- p -anisylchloroetylen (TACE), là một estrogen được bán trên thị trường mạnh và là dẫn xuất của triphenylchloroetylen, trong đó ba vòng phenyl đã được thay thế bằng nhóm 4- metoxy. Estrobin, hay DBE, là một estrogen có liên quan, không bao giờ được bán trên thị trường, trong đó có một brom thay cho clo và hai trong số ba vòng phenyl có các nhóm ethoxy.  Bropirdrol, hoặc BDPE là một bộ điều biến thụ thể estrogen chọn lọc trên thị trường (SERM) có brom thay cho clo của triphenylchloroetylen và nhóm 4- ethyl trên một trong các vòng phenyl. SERM clomifene cũng là một dẫn xuất của triphenylchloroetylen.